# Isotta Sportelli
Isotta Sportelli, född 2 januari 2000 i Rom, är en italiensk konstsimmare.

## Karriär
Vid junior-EM 2018 i Tammerfors var Sportelli en del av Italiens lag som tog brons i fri kombination. Vid EM 2021 i Budapest tog hon brons i både det tekniska och fria programmet för mixade par tillsammans med Nicolò Ogliari.
Vid europeiska spelen 2023 i Oświęcim var Sportelli en del av Italiens lag som tog silver i både det fria och tekniska lagprogrammet samt brons i det akrobatiska lagprogrammet. Vid VM 2023 i Fukuoka var hon en del av Italiens lag som tog silver i det tekniska lagprogrammet. Vid olympiska sommarspelen 2024 i Paris var Sportelli en del av Italiens lag som slutade på åttonde plats i lagtävlingen.